# Maria Rafols
Maria Rafols (ur. 5 listopada 1781 w Vilafranca del Penedès w Hiszpanii, zm. 30 sierpnia 1853 w Saragossie) – zakonnica, założycielka Zgromadzenia Sióstr Miłosierdzia św. Anny, błogosławiona Kościoła katolickiego.

## Życiorys
Poznała Joana Bonal Gràcia i razem z nim założyła Zgromadzenie Sióstr Miłosierdzia św. Anny. W 1834 roku przez dwa miesiące przebywała w więzieniu za współudział w spisku przeciwko królowej. Została oczyszczona z zarzutów, ale wygnano ją do rodzinnego miasta. Zmarła w opinii świętości.
Jej proces beatyfikacyjny rozpoczął się w 1944 roku. Została beatyfikowana przez papieża Jana Pawła II 16 października 1994 roku.